# 台南雙警遇襲命案
台南雙警遇襲命案（又稱為臺南殺警案、林信吾殺警案），發生於2022年8月22日上午11時，中華民國警察凃明誠、曹瑞傑追緝遭竊普通重型機車時，先後在臺南市安南區北汕尾附近的第1公墓被監獄逃犯暨竊盜嫌疑人林信吾持彈簧刀攻擊，兩名警察均送醫不治殉職。凶嫌林信吾犯案後，奪走警察配槍、子彈、彈匣逃逸，途中偷竊另一輛機車並搶劫便利商店。隔日8月23日凌晨4時許，林信吾在和欣客運新竹站被警方逮捕。

## 案發經過

### 警察遇害
2022年8月22日上午，臺南市政府警察局第二分局民權派出所警員凃明誠、曹瑞傑二人，接獲消息指發現當日在赤崁樓附近被竊走的未拔鑰匙普通重型機車，於是駕駛納智捷SUV警車1231號（牌照AVJ-6067），循線追蹤至安南區北汕尾附近的第1公墓。第一時間，現場僅有車牌369-PGB的光陽失竊機車，未見到偷竊機車的嫌疑人，因現場雜草叢生不易搜索，兩名警員分頭進行。當時警用行車記錄器顯示，嫌疑人林信吾躲藏後先遭遇凃員，林嫌持彈簧刀朝凃員突襲割喉、奪槍並將其挾持，隨後曹員（未配槍）駕駛警車朝林嫌衝撞，林朝警車開6槍，曹員下車與林嫌搏鬥中亦遭林嫌持刀割頸，林嫌隨後騎失竊機車逃離現場。案發地附近民眾見警車停在草叢邊，以為是交通事故而報案。
凃員身上有17處刀傷、頸動脈遭割，曹員身上有38處刀傷，送醫急救後仍均告不治。

### 犯後逃亡
當日林嫌騎失竊機車至安南區土城高中廁所清洗血跡並棄車，搭計程車至赤崁樓附近，改搭公車到臺南市立醫院，再搭計程車到保安車站，買票欲前往嘉義卻坐錯方向跑至屏東，然後又搭到嘉義車站，步行買完繃帶後又搭火車南下至隆田車站，接著轉公車到新營，然後偷竊車牌098-LVQ的三陽機車，騎到全家便利商店新營和平店強盜逾新台幣7,000元，隨後棄車在新營區延平路，再搭未納管計程車（俗稱白牌車）赴高雄，隔日凌晨又連夜搭和欣客運北上至新竹。

### 調查逮捕
案發後同日下午，內政部長徐國勇和警政署長黃明昭南下坐鎮指揮。
警方掌握他搭上國道客運後，隨即通報沿線縣市警方注意，得知兇嫌林信吾於隔日凌晨1點從國道一號高雄九如交流道旁和欣客運站搭車前往新竹市，專案小組接獲後由新竹市與台南市警方連夜在現場部署埋伏，凌晨4時36分林信吾在和欣客運新竹站下車後立刻逮捕並起獲警用佩槍及2個彈匣（內有子彈18顆）。

### 公布嫌疑犯個資
警方懷疑詐欺通緝犯陳某涉案後，於案發數小時內，鎖定他後通令全國警察協助逮捕。陳某在被排除涉案前，在網路上遭到人肉搜索以及輿論審判。行政院在記者會上表達警調違反「偵查不公開」之可能。前警察石明謹亦援引王迎先冤案提出憂慮。

## 被害者
凃明誠（36歲）警察專科學校第23期（二專）畢業後，曾任職於新北市政府警察局樹林分局。2014年農曆新年前，因敏銳且完善地處理婦幼事件獲得嘉許。2016年10月24日調至臺南市警察局第二分局民權派出所。2018年，他以自修的日語成功幫助單車環島的日本旅客。
曹瑞傑（27歲）出生於臺南。2015年警專第32期（二專）畢業後，於同年10月底分發至臺北市政府警察局文山第二分局興隆派出所。他就讀警專時，就讀警專二年級指導幹部中，其中一位實習班長即是臺鐵嘉義車站刺警命案中殉職的警員李承翰。於2021年他申請轉調臺南市政府警察局，並於2021年01月任職於臺南市政府警察局第二分局民權派出所。

## 凶嫌
林信吾，高中肄業，中華民國憲兵退役，與前妻、女友共育有4名子女。他是法務部矯正署臺南監獄明德外役監獄越獄受刑人，前因犯加重強盜、竊盜遭判處8年4月有期徒刑，2022年8月13日返家探親，15日逾時未返監，構成刑法之脫逃罪。

### 適用之外役監條例
林信吾原於2019年因犯強盜等案件，被臺灣臺南地方法院於2020年的刑事裁定判決入獄。他能去外役監所適用的《外役監條例》條文是在2014年5月30日修訂的，由「刑期未滿五年或刑期在五年以上而累進處遇進至第二級以上者。無期徒刑執行滿八年或無期徒刑判決確定前羈押期間逾三年而執行滿七年，累進處遇均進至第一級者。」放寬為「刑期七年以下，或刑期逾七年未滿十五年而累進處遇進至第三級以上，或刑期十五年以上而累進處遇進至第二級以上。無期徒刑累進處遇應進至第一級。」該條例的主管機關是法務部，2014年時主管外役監與修法的法務部長是馬英九政府與江宜樺內閣的羅瑩雪，負責修法的立法院司法及法制委員會之召集委員是中國國民黨的廖正井和呂學樟，該黨成員共9位，包括洪秀柱、顏寬恆、謝國樑、李貴敏、林鴻池、王廷升、曾巨威等；另有民主進步黨4位，包括尤美女、吳宜臻、柯建銘、高志鵬。

## 偵查及審判

### 羈押
8月23日上午9點，林信吾被押解回臺南市，晚間9點檢察官經複訊後聲請羈押。24日下午3點多，臺南地方法院裁定羈押獲准。

### 偵查終結
9月7日，臺南地檢署偵查終結，起訴書指出，對被告處以極刑雖無法換回兩人生命，卻是評價被告殘酷惡行、予以公正應報的刑罰，檢方更指出，林信吾從明德外役監逃脫，拿畏罪買來的彈簧刀，竟狠心砍殺2名警察，放任2人曝曬在八月的烈日下等死，第3名趕到的陳姓員警趕到現場，密錄器還拍下凃明誠臨死前發出討水悲鳴的畫面，檢方認為，林信吾手段兇殘，已無教化可能，就其犯行依強盜殺人、殺人罪嫌部分，建請求處死刑，褫奪公權終身。

### 判決
2023年11月23日臺灣臺南地方法院一審宣判被告林信吾
- 攜帶兇器竊盜罪，處有期徒刑壹年；
- 又犯強盜殺人罪，處死刑，褫奪公權終身
- 又犯強盜殺人罪，處死刑，褫奪公權終身
- 又犯攜帶兇器竊盜罪，處有期徒刑2年
- 又犯攜帶兇器強盜罪，處有期徒刑10年。

應執行死刑，褫奪公權終身
在判決書中提到:

- 被告以兇殘手法漠視生命，犯罪造成損害至重至深，完全無從回復，若未受等值應報，罪刑實難均衡，更無從昭示警惕來者，以傳達正確之社會價值觀念及對殘忍罪行之譴責，實有違刑罰係對於不法侵害行為給予相應責任刑罰之應報功能，及無從適切發揮嚇阻犯罪、回復社會對於法規範信賴及維護社會秩序之刑罰目的，亦無從合理期待其可透過矯治教化而降低再犯風險之可能性，而有不得已而必須剝奪其生命，使之永久與世隔離之必要。

刑事第九庭  審判長 法  官  蔡奇秀
                                
法  官  林欣玲
                                  
法  官  陳碧玉

## 後續

### 紀念及身後褒揚
9月5日上午，殉職雙警凃明誠與曹瑞傑告別式在台南市殯葬管理所景行廳舉行，總統蔡英文親臨並頒發褒揚令，行政院院長蘇貞昌頒發三等楷模獎章，內政部部長徐國勇追晉巡官職務，台南市市長黃偉哲頒發卓越市民獎狀，警政署長黃明昭到場弔唁，並由警察局長方仰寧及各分局長舉行棺木覆蓋國旗及錦旗儀式。蔡總統致詞時表示：「她要以總統身分告訴明誠與瑞傑，你們的任務結束了，謝謝你們，我們永遠以你們為榮。」並承諾立法院將加速通過《警械使用條例》相關修法，持續加強警方教育訓練與值勤裝備。美國國土安全調查署、聯邦調查局及緝毒局等3個機關的駐美國在台協會七名執法人員也出席公祭致意。

### 典獄長究責
8月26日，法務部長蔡清祥表示對外役監逃脫一事，責成矯正署查明原因究責；調查期間，明德外役監典獄長杜聰典「調離現職，靜候調查」。

## 各界反應

### 死刑議題
殉職警察凃明誠的二姊8月25日在游錫堃與陳亭妃陪同下在殯葬所前受訪，她情緒激動地斥責法務部部長、矯正署署長、明德外役監獄典獄長，並以「滾去十八層地獄」痛斥臺灣廢除死刑推動聯盟。
立法院長游錫堃認為此案兇手一定要判處死刑。有人認為以立法權最高首長身份評論司法審判權，有破壞司法獨立之虞，還可能造成社會亢奮，認可了非經審判即定刑的「私刑正義」。
根據《三立新聞網》報導，林信吾母親受訪時她談到兒子犯案殺警奪槍，數度哽咽，表示她強調絕對不會去探望兒子，看要槍決或怎樣都好。
9月20日，中華民國退休警察人員協會總會到總統府前凱達格蘭大道集會、請願，提殺警死刑定讞者應執行槍決等3訴求。提出修改不合時宜法令以保障警察、殺警死刑定讞者應執行槍決和重新檢討警察年改退休金等。

### 警察用槍討論
內政部部長徐國勇案發後，數度發表支持警方大膽用槍的言論。殉職員警是臨時接獲緝贓勤務，僅有一人配槍，臺執業律師希望警務體系檢討派勤制度。警方回應，依當時內部規定，執行交通稽查勤務，不需要配槍。
行政院長蘇貞昌也透過臉書宣示，目前已經在立法院審議中的警械使用條例草案，將於下會期加速推動修法完成；另外，立即檢討外役監制度適用對象與標準，修法排除重大的刑事犯罪者；第三，持續強化執勤所需的相關設備與配備，保障員警的人身安全。

## 註解
1. ↑  2020年之修訂純屬回應司法院第七七五號解釋，與林信吾的狀況無關，非累犯的他也未因而獲得任何好處。